# Wólka Miedzyńska
Wólka Miedzyńska – wieś w Polsce położona w województwie mazowieckim, w powiecie sokołowskim, w gminie Sokołów Podlaski. Ma status sołectwa. Leży nad Miedzanką.
Wioska leży na granicy powiatów węgrowskiego i sokołowskiego, a jednocześnie na granicy Wysoczyzny Sokołowskiej i Obniżenia Węgrowskiego.
Według miejscowych podań Wólka Miedzyńska byłą jedna z nielicznych wsi w okolicy nie należącej do żadnego z majątków szlacheckich. Nie odpowiada to jednak prawdzie. Wieś wchodziła w skład dóbr miedzeńskich. W XVIII wieku należała do Butlerów. W 1812 roku jej właścicielem był Jan Butler, który w 1829 roku sprzedał ją Kobylińskim. W 1864 roku w Wólce utworzono 13 osad chłopskich.  
We wsi, na tzw. "ruskim brzegu" w sąsiedztwie krzyża, znajduje się domniemany cmentarz wojenny z czasów I wojny światowej, obecnie nie ma po nim śladu oprócz podań mieszkańców. W Wólce Miedzyńskiej w czasie II wojny światowej stacjonowały oddziały niemieckie a po ich wycofaniu Armia Czerwona.
Wólka Miedzyńska jest miejscowością typowo rolniczą, przy czym rolnictwo opiera się tu zarówno na uprawie – głównie żyta, pszenicy, ziemniaków, buraków cukrowych i kukurydzy jak też na hodowli zwierząt (bydło, trzoda chlewna, drób). Od początku istnienia wsi dużą rolę w jej rozwoju odgrywali rzemieślnicy: kowale, bednarze, stolarze i murarze. Obecnie spora część mieszkańców nie prowadzi działalności rolniczej, lecz pracuje w pobliskich miastach.
W latach 1975–1998 miejscowość położona była w województwie siedleckim.
Wierni Kościoła rzymskokatolickiego należą do parafii Zwiastowania Najświętszej Maryi Panny w Miedznie.